# Eduardo Riedel
Eduardo Corrêa Riedel, noto anche con lo pseudonimo di Riedel (Rio de Janeiro, 5 luglio 1969), è un politico e imprenditore brasiliano, è l'attuale governatore del Mato Grosso do Sul dal 1 gennaio 2023..
Era il Segretario di Stato per le Infrastrutture del Mato Grosso do Sul dal 22 febbraio 2022 al 2 aprile 2022. Eduardo si è candidato alle elezioni in Brasile nel 2022, per la carica di governatore del Mato Grosso do Sul, ed è stato eletto al secondo turno.

## Carriera

### 1995
Nel 1995 assume la gestione della proprietà rurale di famiglia, a Maracaju, acquisendo esperienza nella gestione. Da allora, ha continuato ad assumere incarichi correlati nell'amministrazione.

### 2015
Nel 2015 Riedel si è dimesso dalla carica di presidente rettore di Famasul (2012-2014), rimanendo alla guida della Segreteria di Stato per il governo e la gestione strategica del Mato Grosso do Sul, nel governo di Reinaldo Azambuja, carica in cui è rimasta fino al 2021

### 2022
Nel 2022 si è candidato alle elezioni statali del Mato Grosso do Sul come governatore con Barbosinha come vice governatore.
Il 2 ottobre 2022 aveva 361.981 voti (25,16%) ed era al secondo posto con il candidato Renan Contar .
Il 30 ottobre 2022 vince le elezioni venendo eletto governatore del Mato Grosso do Sul.
La sua inaugurazione avverrà il 1º gennaio 2023.

## Vita privata
Nel 1994 sposa Mônica Morais dalla quale ha due figli: Marcela e Rafael.